# Hôtel de ville de Malostranská
L'ancien hôtel de ville de Mala Strana (en tchèque, Malostranská beseda) est un bâtiment de la Renaissance tardive de Prague. Il est situé sur la place de Mala Strana, centre du quartier de Malá Strana. 

## Histoire

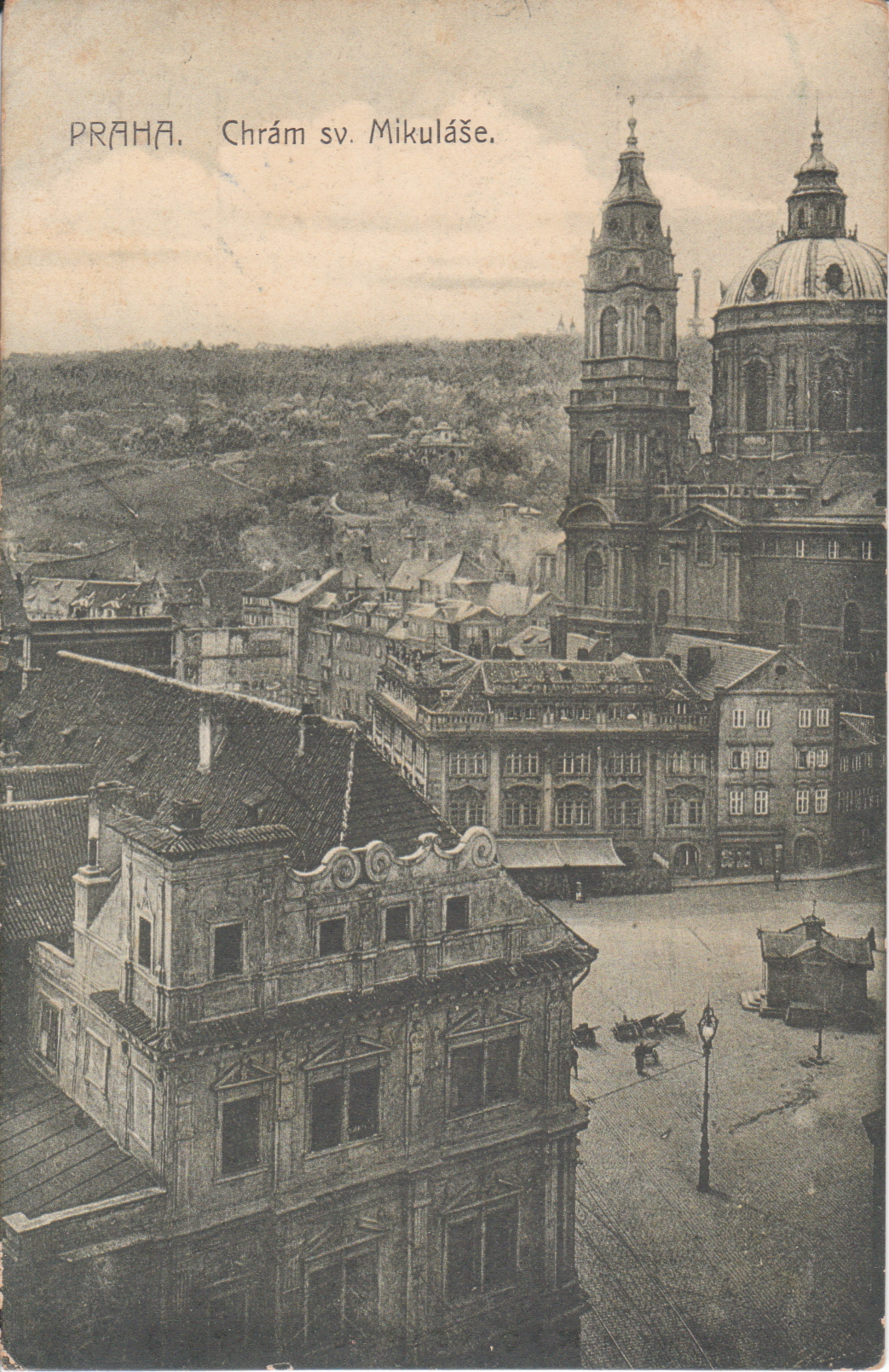
Ancien hôtel de ville de Malostranská au premier plan sur la gauche, avant la réinstallation des tours (photo de 1912). Au milieu de la photo se trouve le palais Grömling, à droite une partie de l'église St Nicolas.

Malostranská Beseda est l'ancien hôtel de ville de Mala Strana, qui était une ville indépendante jusqu'en 1784, date de la fusion des quatre quartiers pragois. Le bâtiment d'origine qui se trouvait auparavant à cet endroit et servait de lieu de rencontre aux conseillers, est attesté dans un rapport de 1407. Le bâtiment est cependant détruit par les hussites. En 1478, les citoyens de la ville basse (Mala Strana) l'acquirent à Jan Tovačovský de Cimburka et autorisèrent la construction du nouvel hôtel de ville, qui existe toujours aujourd’hui.   
Le bâtiment a été reconstruit dans le style de la Renaissance tardive dans les années 1617-1622. L’auteur des travaux était Giovanni Maria Filippi, mais avant la fin des travaux, la bâtisse fut détruite et pillée en 1648 par les troupes suédoises lors de la bataille de Prague. En 1660, il sera restauré et prendra un aspect baroque. 
Jusqu'en 1784, le bâtiment servait d'hôtel de ville, puis les quatre quartiers de la ville (Hradčany, Staré Město, Nové Město et Malá Strana) ont été fusionnés et l'administration a été transférée à l'ancien hôtel de ville. Les années suivantes, de 1784 à 1793 ont vu d'autres modifications du bâtiment pour les besoins du bureau fiscal. 

### Présent
De nos jours, il est utilisé comme club social et salle de concert pendant de nombreuses années. C'est l'un des centres culturels de Mala Strana, bien situé entre autres sur la principale route touristique passant par le vieux Prague, de la tour poudrière à la place de la Vieille ville, du pont Charles à Mala Strana et de là au château de Prague. 

## Reconstruction 2006 - 2009

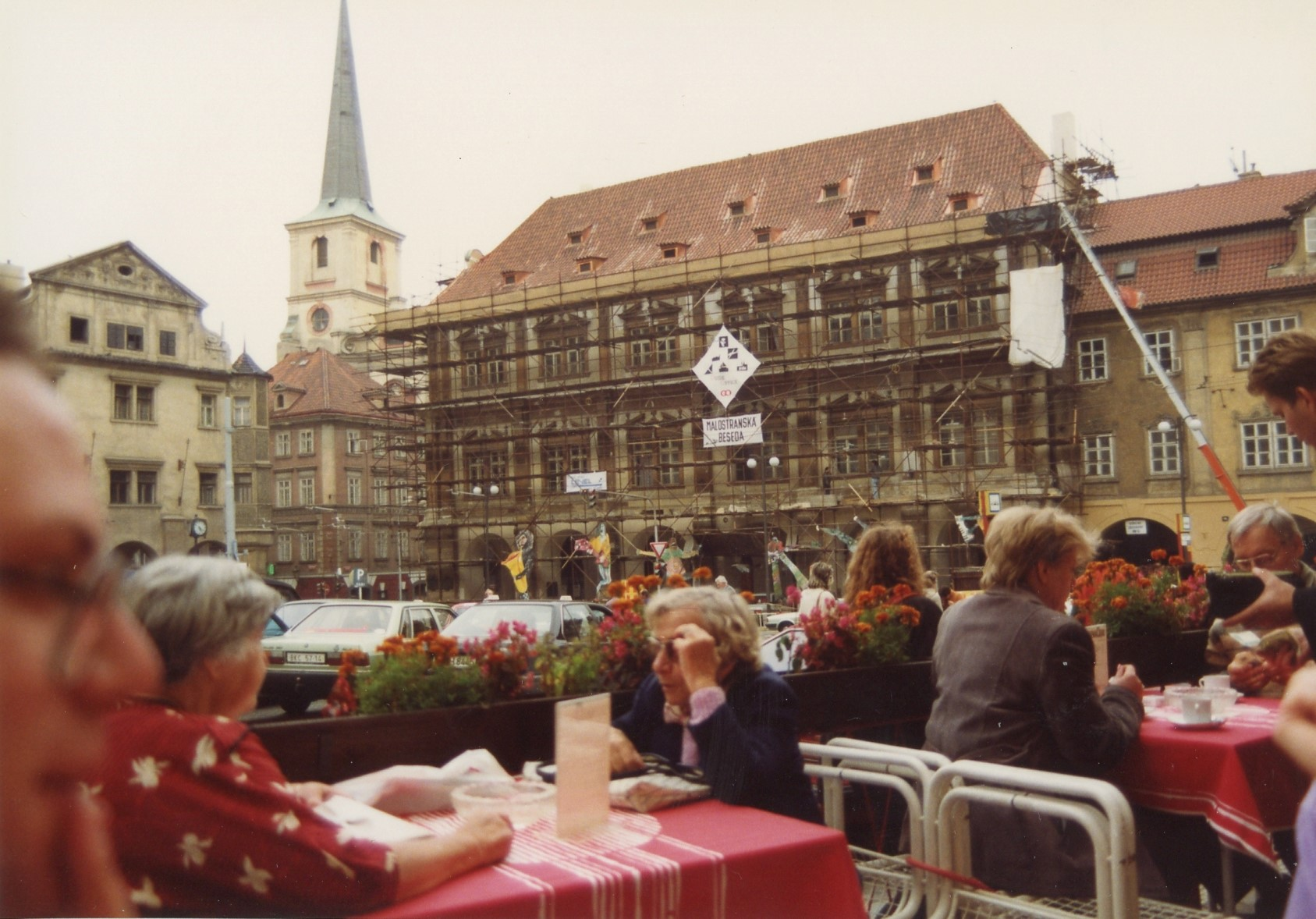
Malostranská beseda, Malá Strana, Prague, avant restauration, le 14 septembre 1991

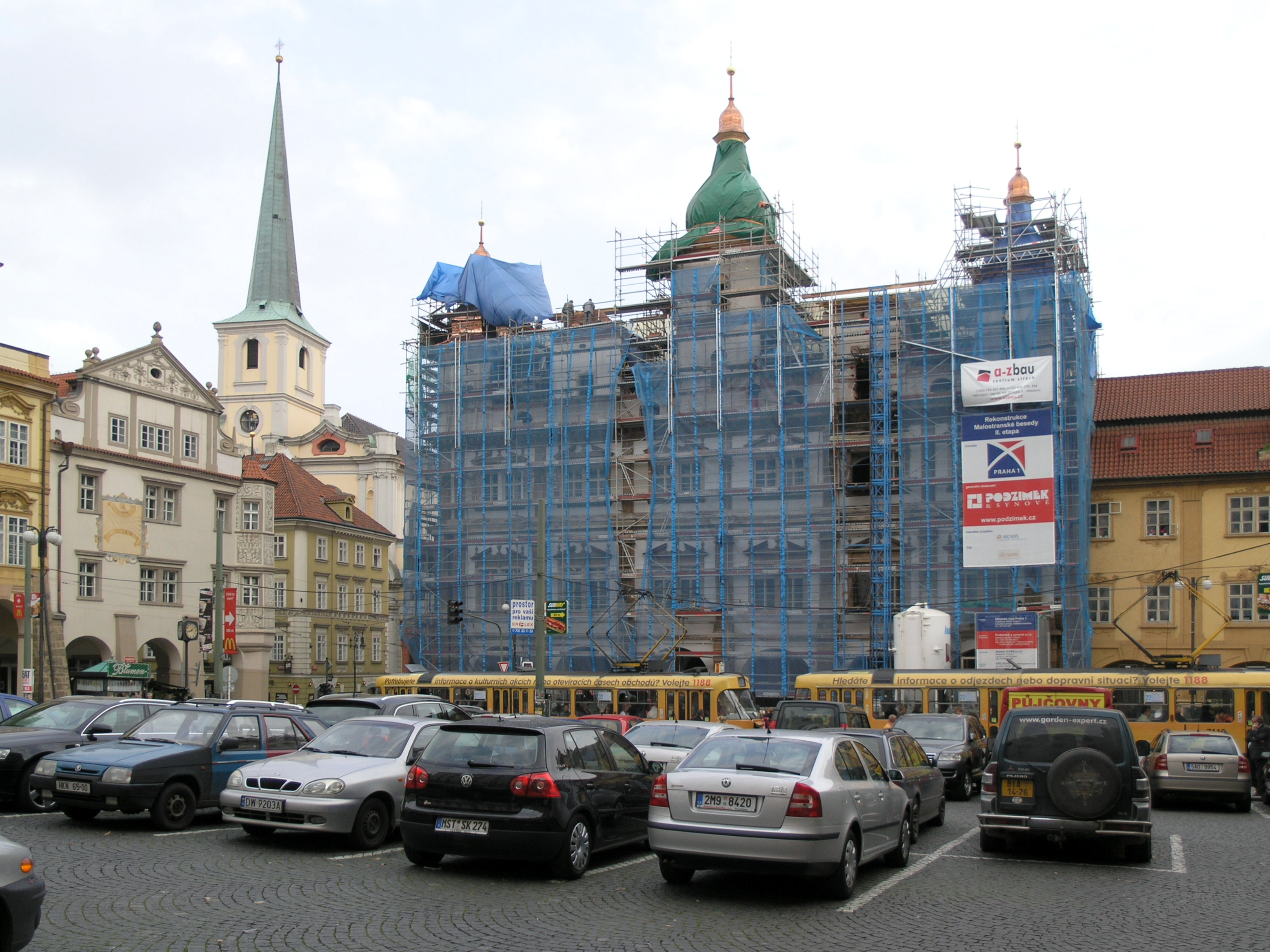
Vue de Malostranská Beseda pendant la reconstruction

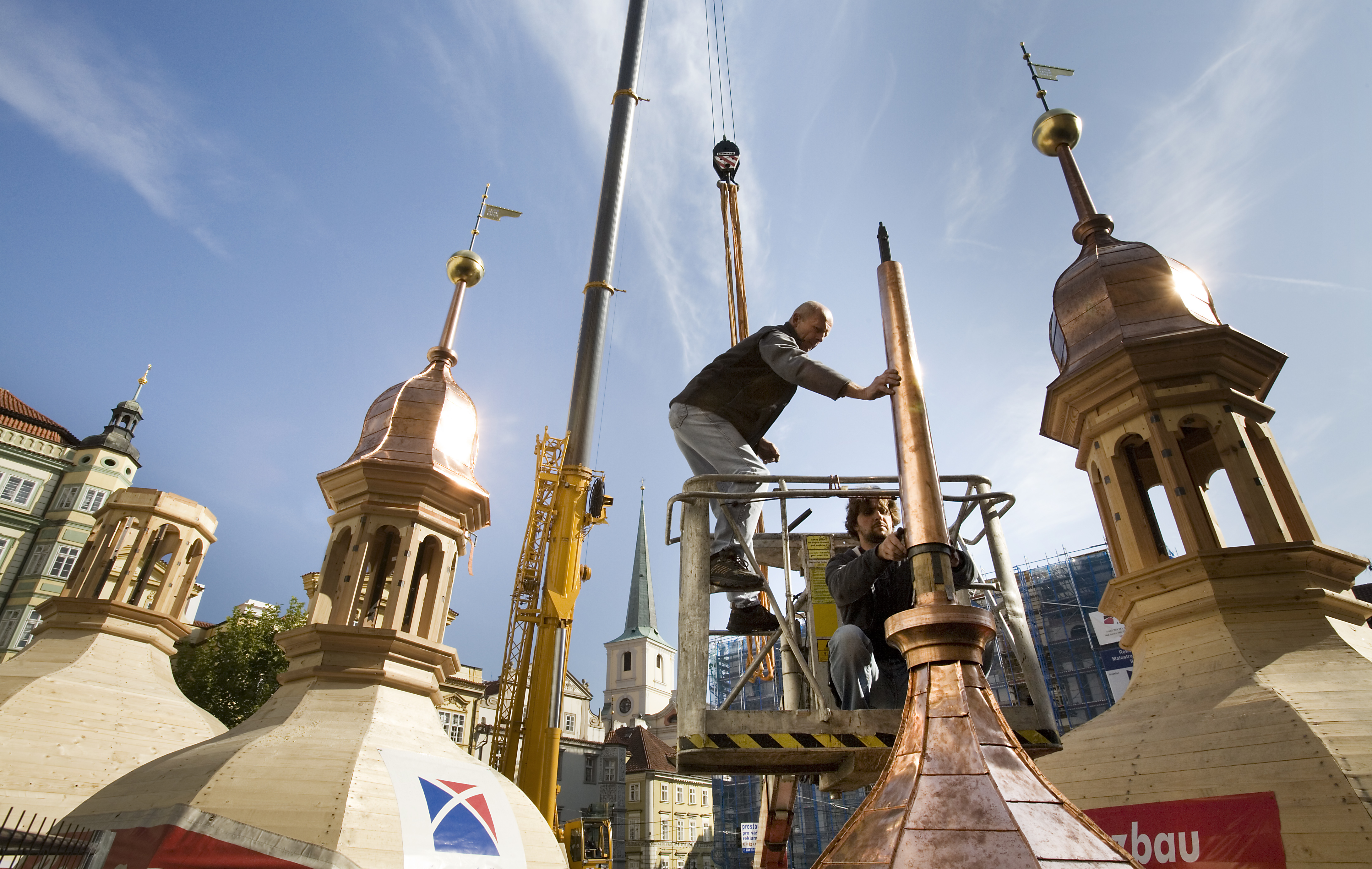
Construction des bulbes des tours

Entre 2006 et 2009, l’ancien bâtiment de l’hôtel de ville a fait l’objet d’une vaste reconstruction. Selon les plans initiaux, la reconstruction devait commencer en 2004 et se terminer fin 2005, mais les enquêtes ont montré que l'édifice était en bien pire état qu’on ne le pensait à l’origine, et toute la reconstruction a finalement pris plus de trois ans. En très mauvais état était un exemple unique de charpente Renaissance, qui a contraint les restaurateurs à utiliser des techniques contemporaines de menuiserie pour la sauver. La reconstruction des tours, présentes du XVIIe siècle à 1828, date à laquelle elles ont été supprimées, probablement en raison de l’instabilité, revêtait une apparence très significative. La relocalisation des tours a été précédée par un long débat public et professionnel sur la signification et l'intérêt d’une telle intervention dans le cadre de la place Malostranské. La solution technique de l'installation de la tour était également problématique, car le bâtiment d'origine du XVe siècle n'a pas été conçu pour supporter des tours, et c'est seulement au XVIIe siècle qu'un système en bois fut installé pour répartir le poids des tours sur toute la structure du bâtiment. Ce système a été retiré lors de la dernière reconstruction et remplacé par un système en acier.